# James D. Murray
James Dickson Murray FRS (Moffat, 2 de janeiro de 1931) e um matemático escocês.
É professor aposentado de matemática aplicada da Universidade de Washington e da Universidade de Oxford.

## Obras selecionadas
- Mathematical Biology. 3rd edition in 2 volumes: Mathematical Biology: I. An Introduction (551 pages) 2002; Mathematical Biology: II. Spatial Models and Biomedical Applications (811 pages) 2003 (second printings 2004).
- On the mechanochemical theory of biological pattern formation with application to vasculogenesis. Comptes Rendus Acad. Sci. Paris (Biologies) 326: 239-252, 2003.
- On the use of quantitative modeling to help understand PSA dynamics and other medical problems (with K.R. Swanson and L.D. True). Amer. J. Clin. Pathol., 119(1):14-7, 2003
- Virtual and real brain tumors: using mathematical modeling to quantify glioma growth and invasion (with K.R. Swanson, C. Bridge, and E.C. Alvord), Journal of the Neurological Sciences, 216(1):1-10, 2003.
- Virtual brain tumors (gliomas) enhance the reality of medical imaging and highlight inadequacies of current therapy (with K.R. Swanson and E.C. Alvord). British J. Cancer 86: 14-18, 2002. [Abstracted for inclusion in the 2003 Yearbook of the Institute of Oncology]
- Pattern formation, biological. In: The Handbook of Brain Theory and Neural Networks (ed. M.A. Arbib) pp. 851–859, MIT Press, Cambridge, 2002.
- The Mathematics of Marriage: Dynamic Nonlinear Models (with J.M. Gottman, C. Swanson, R. Tyson, and K.R. Swanson). MIT Press, Cambridge, MA, 2002.
- A mathematical model for the dynamics of serum prostate specific antigen as a marker for cancerous growth (with K.R. Swanson, D. Lin, L. True, K. Buhler and R. Vassella). Amer. J. Pathol. 158(6): 2195-2199, 2001.